# Noiembrie 2010
Acest articol este generat integral pe baza informațiilor din articolul 2010 și este actualizat periodic de un robot.
 Editările făcute în articol vor fi șterse la următoarea actualizare! Dacă doriți să faceți modificări, editați articolul-sursă.

ianuarie -
februarie -
martie -
aprilie -
mai -
iunie -
iulie -
august -
septembrie -
octombrie -
noiembrie -
decembrie
Noiembrie 2010 a fost a unsprezecea lună a anului și a început într-o zi de luni.

## Evenimente

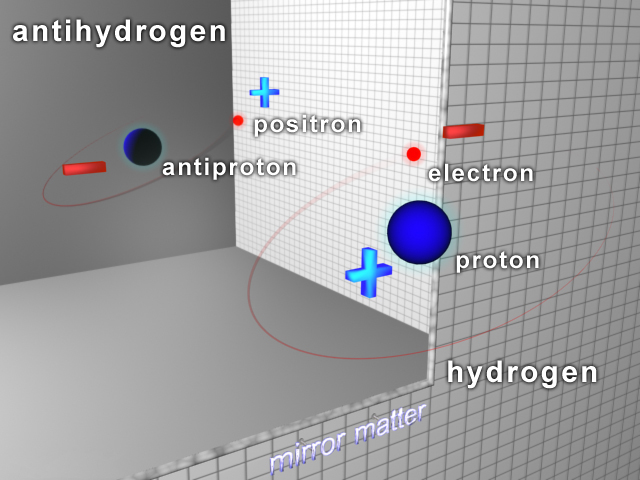
Imagine 3D a atomului de antihidrogen format din antiproton și pozitron.

- 11-12 noiembrie: Summitul G-20 are loc la Seul, Coreea de Sud. Coreea de Sud devine prima națiune ne-membră G8 care găzduiește o întâlnire a țărilor membre G-20[1]
- 13 noiembrie: Disidenta birmană Aung San Suu Kyi, laureată a Premiului Nobel pentru Pace pe anul 1991, a fost eliberată după 7 ani de arest la domiciliu.[2]
- 17 noiembrie: Cercetătorii de la CERN captează 38 de atomi de antihidrogen pentru 1/6 de secundă. Este prima dată în istorie când omul captează antimaterie. (BBC)
- 23 noiembrie: Coreea de Nord a bombardat Insula Yeonpyeong, acest lucru determinând un răspuns militar al Coreei de Sud.[3][4]
- 26 noiembrie: Deputații din Duma rusă au recunoscut oficial că Stalin a ordonat masacrarea ofițerilor polonezi la Katyn.[5]
- 27 noiembrie: România s-a calificat la Cupa Mondială de Rugby din Noua Zeelandă 2011 după ce a învins Uruguay în returul barajului de acces la turneul final.
- 28 noiembrie: WikiLeaks publică o colecție de peste 250.000 de documente diplomatice americane dintre care 100.000 sunt clasificate ca "secrete" sau "confidențiale".[6]
- 29 noiembrie: Uniunea Europeană și FMI au convenit să acorde Irlandei un împrumut de urgență de 85 miliarde euro care are ca scop soluționarea crizei bancare din Irlanda.

## Decese

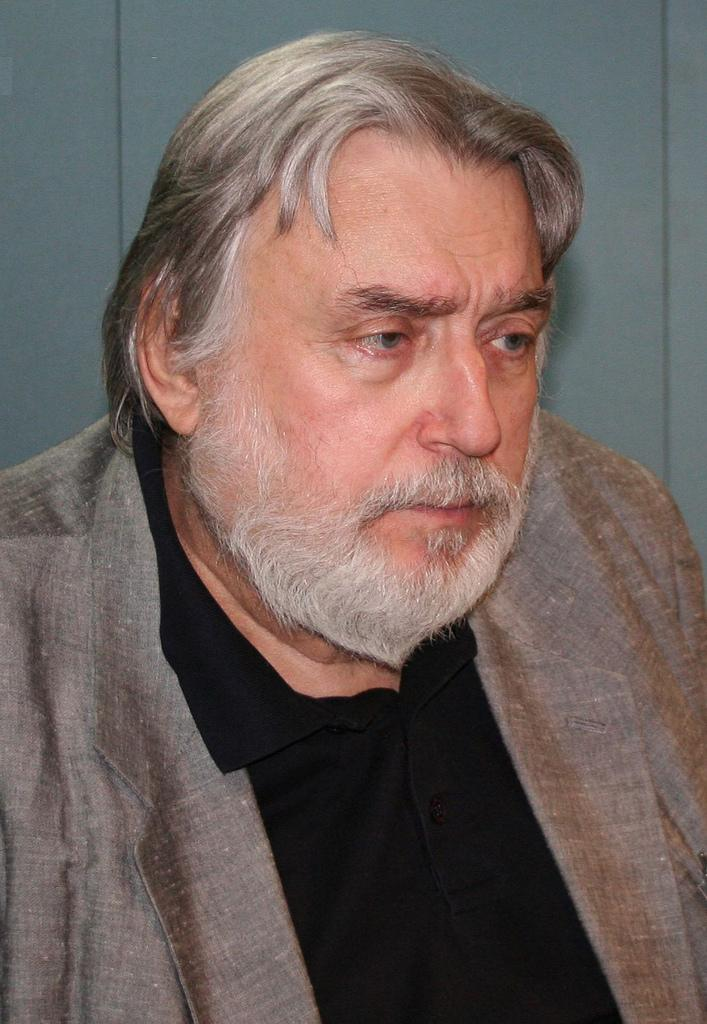
Adrian Păunescu

- 1 noiembrie: Mihai Chițac, 81 ani, general român, ministru de interne (1989-1990), (n.1928)
- 3 noiembrie: Viktor Cernomîrdin, 72 ani, om politic rus (n. 1938)
- 4 noiembrie: Antoine Duquesne, 69 ani, politician belgian (n. 1941)
- 5 noiembrie: Jill Clayburgh, 66 ani, actriță americană (n. 1944)
- 5 noiembrie: Adrian Păunescu, 67 ani, poet, autor, critic literar, eseist, director de reviste, publicist, textier, scriitor, traducător și politician român (n. 1943)
- 6 noiembrie: Domnica Darienco, 91 ani, actriță din R. Moldova (n. 1919)
- 7 noiembrie: Burschi (n. Max Emanuel Gruder), 82 ani, grafician român de etnie evreiască (n. 1928)
- 12 noiembrie: Henryk Mikołaj Górecki, 76 ani, compozitor polonez (n. 1933)
- 13 noiembrie: Luis Garcia Berlanga, 89 ani, regizor spaniol (n. 1921)
- 13 noiembrie: Allan Sandage (Allan Rex Sandage), 84 ani, astronom american (n. 1926)
- 15 noiembrie: Edmond Amran El Maleh, 93 ani, scriitor și jurnalist marocan de etnie evreiască (n. 1917)
- 15 noiembrie: Angèle Ntyugwetondo Rawiri, 56 ani, scriitoare gaboneză (n. 1954)
- 16 noiembrie: Ilie Savu, 90 ani, fotbalist (portar) și antrenor român (n. 1920)
- 16 noiembrie: Petru Zaim, 81 ani, lăutar român de etnie romă (n. 1929)
- 18 noiembrie: Brian G. Marsden (Brian Geoffrey Marsden), 73 ani, astronom englez (n. 1937)
- 18 noiembrie: Gaye Stewart, 87 ani, jucător canadian de hochei (n 1923)
- 19 noiembrie: Ludovic Demény, 84 ani, senator român de etnie maghiară (1990-1992), (n. 1926)
- 20 noiembrie: Roxana Briban, 39 ani, solistă română de operă (soprană), (n. 1971)
- 20 noiembrie: Walter Helmut Fritz, 81 ani, poet, romancier, eseist și traducător german (n. 1929)
- 20 noiembrie: Iancu Holtea, 60 ani, deputat român (n. 1950)
- 21 noiembrie: Jean Pârvulescu (aka Jean Parvulesco), 81 ani, scriitor și jurnalist francez de etnie română (n. 1929)
- 22 noiembrie: Frank John Fenner, 95 ani, microbiolog australian (n. 1914)
- 22 noiembrie: Adrian Hsia, 71 ani, cercetător literar, germanist și anglist chinez (n. 1938)
- 22 noiembrie: Gabriel Stănescu, 59 ani, scriitor român (n. 1951)
- 23 noiembrie: Ingrid Pitt (n. Natașa Petrovna), 73 ani, actriță britanică (n. 1937)
- 26 noiembrie: Constantin Dipșe, 93 ani, pictor român (n. 1917)
- 26 noiembrie: Milan Ferko (aka A. Binderov, František Milko), 80 ani, scriitor, jurnalist și dramaturg slovac (n. 1929)
- 27 noiembrie: Irvin Kershner, 87 ani, regizor american de film (n. 1923)
- 28 noiembrie: Leslie Nielsen, 84 ani, actor american de etnie canadiană (n. 1926)
- 29 noiembrie: Bella Ahmadulina (Izabella Ahatovna Ahmadulina), 73 ani, poetă rusă (n. 1937)
- 29 noiembrie: Mario Monicelli, 95 ani, regizor și scenarist italian (n. 1915)
- 29 noiembrie: Maurice Wilkes (Maurice Vincent Wilkes), 97 ani, informatician britanic (n. 1913)